# Franz Vansteenkiste
Franz Vansteenkiste (Kortrijk, 25 februari 1935 – aldaar, 3 mei 2021) was  een Belgisch volksvertegenwoordiger en advocaat.

## Levensloop
Vansteenkiste werd lid van het Algemeen Diets Jeugdverbond en van het Katholiek Vlaams Hoogstudentenverbond. Hij promoveerde in 1961 tot doctor in de rechten aan de Katholieke Universiteit Leuven en vestigde zich als advocaat in Kortrijk. Hij was aangesloten bij de Kortrijkse balie van 24 januari 1963 tot en met 1 april 2013.
Hij werd voorzitter van de Volksunie-afdeling in Heule. Hij werd er in 1964 verkozen tot gemeenteraadslid en was van 1971 tot 1976 schepen. Na de fusie werd hij van 1977 tot 1988 gemeenteraadslid van Kortrijk. Van 1978 tot 1981 was hij ook provincieraadslid van West-Vlaanderen.
In 1981 werd hij verkozen tot lid van de Kamer van volksvertegenwoordigers voor het arrondissement Kortrijk en vervulde dit mandaat tot in 1987. In de periode december 1981-december 1987 had hij als gevolg van het toen bestaande dubbelmandaat ook zitting in de Vlaamse Raad, de voorloper van het Vlaams Parlement.  
Bij de gemeenteraadsverkiezingen van 2012 stelde hij zich opnieuw in Kortrijk kandidaat voor de N-VA.